# ロマリオ・イバーラ
ロマリオ・アンドレス・イバーラ・ミナ（Romario Andrés Ibarra Mina  ,  1994年9月24日 - ）は、エクアドル・インバブーラ県アトゥンタキ出身のプロサッカー選手。インデペンディエンテ・デル・バジェ所属。エクアドル代表。ポジションはMF。

## 経歴

### クラブ
2012年に国内リーグのウニベルシダ・カトリカ・エクアドルでプロデビュー。2013年シーズンはLDUキトにローン移籍でプレー。2018年7月にメジャーリーグサッカーのミネソタ・ユナイテッドFCに移籍。8月12日のロサンゼルス・ギャラクシー戦で、移籍後初ゴールを決めた。
2023年6月17日、キャリア初の欧州挑戦の舞台としてレアル・オビエドへの1シーズンのレンタル移籍を発表した。

### 代表
2017年10月の2018 FIFAワールドカップ・南米予選のチリ戦で、エクアドル代表デビュー。2019年5月には、コパ・アメリカ2019のを代表にも選出された。

## 人物
- レナト・イバーラは兄にはあたる。

## 代表歴

### 出場大会
- エクアドル代表
  - 2022 FIFAワールドカップ

### 試合数
- 国際Aマッチ 27試合 3得点（2017年-2022年）[5]

| エクアドル代表 | 国際Aマッチ | 国際Aマッチ |
| 年             | 出場        | 得点        |
| -------------- | ----------- | ----------- |
| 2017           | 2           | 2           |
| 2018           | 3           | 1           |
| 2019           | 11          | 0           |
| 2020           | 2           | 0           |
| 2021           | 0           | 0           |
| 2022           | 9           | 0           |
| 通算           | 27          | 3           |

## タイトル
パチューカ
- リーガMX: アペルトゥーラ2022